# ديفيد موريسي
ديفيد موريسي (بالإنجليزية: David Morrissey)‏ مواليد 21 يونيو 1964 في ليفربول، إنجلترا، هو ممثل ومنتج أفلام وكاتب سيناريو ومخرج أفلام إنجليزي بدأ مسيرته الفنية عام 1982. أدى دور الحاكم في مسلسل الموتى السائرون.

## الأعمال
- 1996: يوليوس قيصر (الدور: بروتس)
- 2008: دكتور هو (الدور: جاكسون ليك)
- 2010: أجاثا كريستي بوارو (الدور: الكولونيل جون آرباوثنوت)
- 2012–2014: الموتى السائرون (الدور: الحاكم)
- 2003: الفتاة ذات القرط اللؤلؤي

## الترشيحات والجوائز
| السنة | الحدث     | الفئة                             | النتيجة |
| ----- | --------- | --------------------------------- | ------- |
| 2013  | جائزة زحل | أفضل ممثل مساعد - الموتى السائرون | رُشِّح     |

## وصلات خارجية
- ديفيد موريسي على موقع IMDb (الإنجليزية)
- ديفيد موريسي على موقع قاعدة بيانات الأفلام العربية
- ديفيد موريسي على موقع ألو سيني (الفرنسية)
- ديفيد موريسي على موقع ميوزك برينز (الإنجليزية)
- ديفيد موريسي على موقع تيرنر كلاسيك موفيز (الإنجليزية)
- ديفيد موريسي على موقع أول موفي (الإنجليزية)
- ديفيد موريسي على موقع قاعدة بيانات الأفلام السويدية (السويدية)
- ديفيد موريسي على موقع قاعدة بيانات الفيلم (الإنجليزية)
- ديفيد موريسي على موقع كينوبويسك (الروسية)